# Hermetia goncalvesi
Hermetia goncalvesi är en tvåvingeart som beskrevs av Albuquerque 1955. Hermetia goncalvesi ingår i släktet Hermetia och familjen vapenflugor. Inga underarter finns listade i Catalogue of Life.